# Marele Smog din 1952

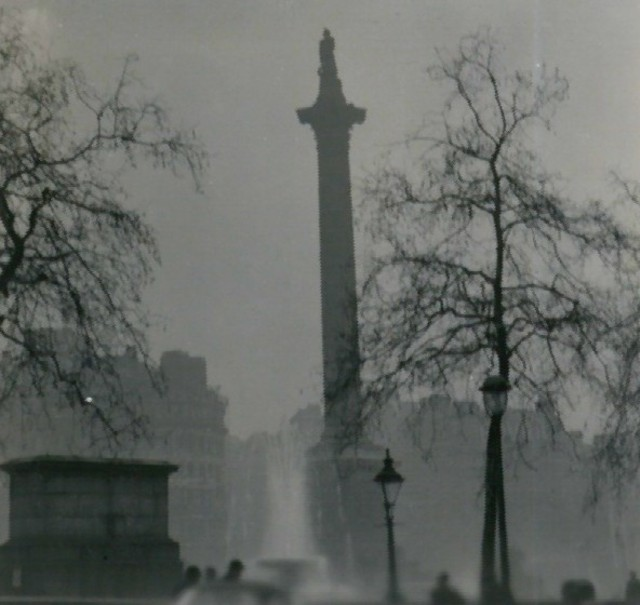
Coloana lui Nelson în perioada Marelui Smog

Marele Smog din 1952 a fost un fenomen sever de poluare a aerului, care a avut loc la Londra între 5 și 9 decembrie 1952.
Dezastrul ecologic s-a datorat faptului că încălzirea locuințelor în metropola britanică se baza în special pe cărbune.
Gazele de ardere au format împreună cu ceața un strat de smog cu efecte negative asupra populației.
Efectul a fost amplificat de fenomenul de inversiune meteo cauzat de un anticiclon și prin care aerul rece poluat a fost blocat aproape de nivelul solului de un strat de aer cald.
În acea lună au murit peste 4.000 de oameni (prin afecțiuni cardiovasculare și respiratorii), iar în lunile următoare s-au înregistrat alte câteva mii de decese, efectele negative resimțindu-se și pe termen mai lung (prin diverse tipuri de cancer și tulburări neurologice).
O altă consecință a accidentului a fost adoptarea, în 1956, a legii Aer Curat („Clean Air Act”), care avea ca obiectiv reducerea poluării atmosferice în marile orașe britanice.
Astfel, industria a fost mutată la periferia Londrei și a început să se renunțe la încălzirea individuală pe bază de cărbuni a locuințelor.
Fenomenul s-a repetat în perioada 12-15 decembrie 1991, provocând decesul a 160 de oameni.